# Montage va-et-vient
Pour les articles homonymes, voir Va et vient.
Un circuit va-et-vient est un montage électrique qui permet d'éteindre ou d'allumer une lampe (ou tout autre appareil électrique) à partir de deux interrupteurs, par exemple un interrupteur à chaque bout d'un couloir pour une même lampe d'éclairage. Il existe aussi des va-et-vient dont la commande du même point lumineux se fait avec plus que deux interrupteurs (voir schéma ci-dessous : montage cage d'escalier).
En particulier, il permet de changer l'état (allumée/éteinte) de la lampe à partir de chacun des interrupteurs et ceci indépendamment de l'état de l'autre interrupteur.
Ce principe de montage est recommandé pour les pièces comportant deux entrées. L'utilisateur peut alors traverser la pièce et commander le fonctionnement de l'ampoule indépendamment de l'endroit où il rentre et sort (d'où le nom de ce montage).

## Principe de fonctionnement
- Étape 1. Le système de va-et-vient est en position initiale. L'interrupteur A est positionné vers le bas, et l'interrupteur B est positionné vers le haut. Le courant ne peut pas passer dans le système et par conséquent l'ampoule ne s'allume pas.

- Étape 2. L'utilisateur commute l'interrupteur A. L'électricité peut alors passer dans le circuit (en prenant la branche du haut dans la section se trouvant entre les deux interrupteurs) et l'ampoule s'allume.

- Étape 3. L'utilisateur commute alors l'interrupteur B. Le courant ne peut plus passer dans la branche du haut entre les deux interrupteurs, et par conséquent l'ampoule s'éteint. Une nouvelle commutation de l'interrupteur B nous ramènerait à l'étape 2.

- Étape 4. Si l'on commute l'interrupteur A, le courant électrique passe dans la section du bas du circuit électrique, et l'ampoule s'allume de nouveau.

### Montage cage d'escalier
Il est possible d'ajouter un nombre arbitraire de commandes intermédiaires en utilisant des permutateurs montés en série. Il s'agit d'un interrupteur inverseur qui permet de croiser les deux branches de la navette. Ce montage, connu sous le nom de « cage d'escalier », est généralement remplacé par un montage à télérupteur.

### Va-et-vient en court-circuit

Montage va-et-vient en court-circuit.

Il existe une variante du montage va-et-vient câblée sur le principe du schéma ci-contre. Elle présente l'avantage de permettre le branchement de prise électrique sur le même circuit, celle-ci restant alimentée quelle que soit la position des interrupteurs commandant la lampe.
Ce type de montage est cependant interdit dans certains pays du fait que la lampe peut se trouver au potentiel de la phase quand elle est éteinte et que le conducteur neutre n'est pas câblé de manière unipolaire. C'est notamment le cas aux États-Unis où la norme NFPA 70 l'interdit depuis 1923 ; en Allemagne, la norme VDE 0100-550 l'interdit depuis mai 1973 ; en France la norme NF C 15-100 l'interdit aussi.

## Logique
Si l'on attribue une valeur binaire à chaque interrupteur et à la lampe où 1 représente un interrupteur en position haute ou la lampe allumée et 0 représente un interrupteur en position basse ou la lampe éteinte, alors la table de vérité du montage va-et-vient est la suivante :
| Circuit va-et-vient |   |   |
| A                   | B | L |
| 0                   | 0 | 1 |
| 0                   | 1 | 0 |
| 1                   | 0 | 0 |
| 1                   | 1 | 1 |

Ce qui équivaut à la fonction logique {\displaystyle L={\overline {A\oplus B}}=a\odot b=a\ \operatorname {EQV} \ b}, soit l'état de {\displaystyle L} correspond à l'équivalence entre {\displaystyle A} et {\displaystyle B}. Si les fils entre les deux interrupteurs sont croisés un nombre impair de fois, alors l'état de la lampe est inversé et la fonction logique devient : {\displaystyle L=A\oplus B}, soit la fonction OU exclusif.